# Valle Shaksgam

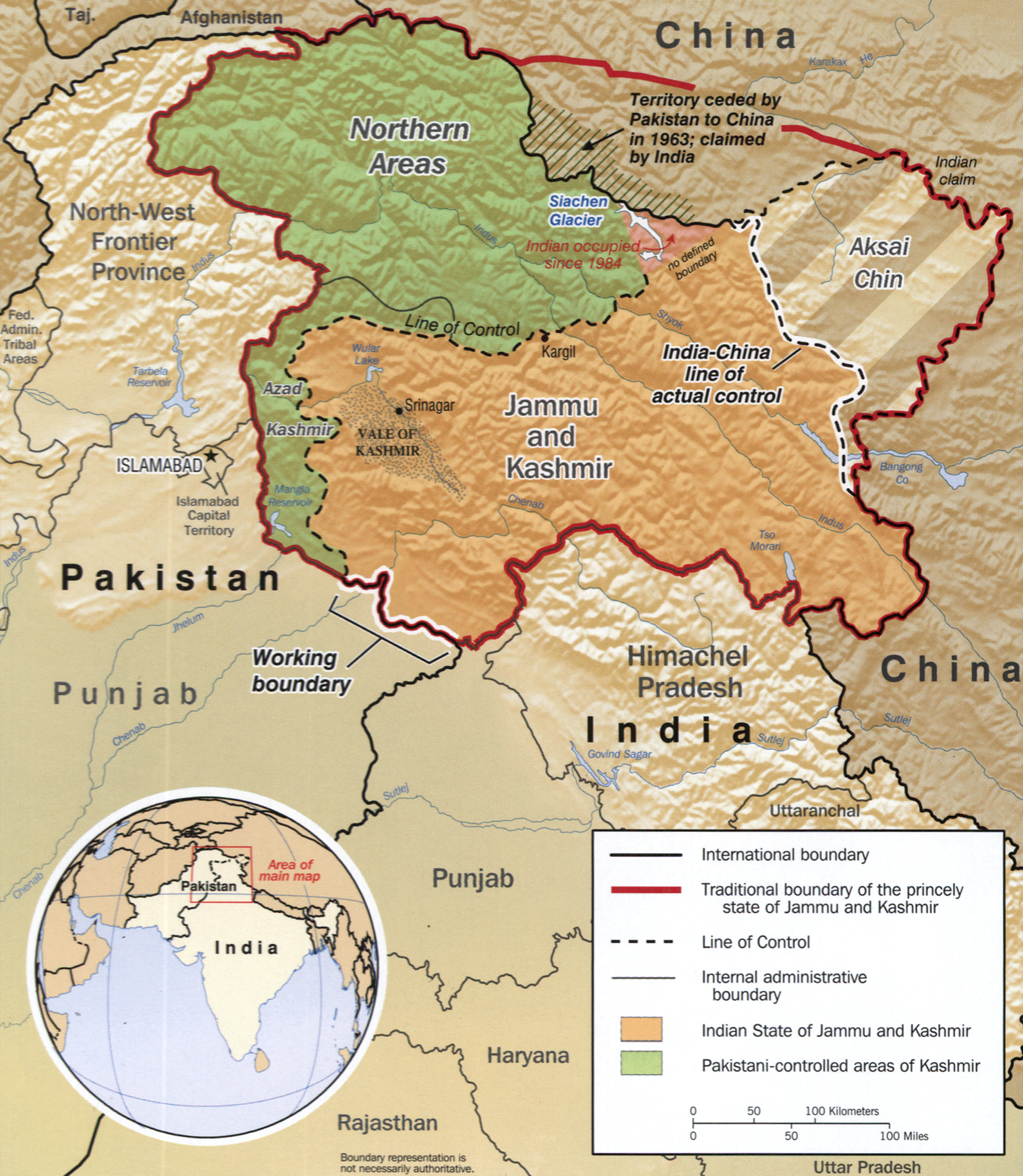
La parte verde es la zona bajo control Pakistaní. La marrón es controlada por India Jammu y Cachemira mientras que Aksai Chin se encuentra bajo control chino.

El Valle Shaksgam es un área de Baltistán, en la región de Cachemira, reclamada por India pero actualmente bajo control de la República Popular China. El 3 de marzo de 1963 fue cedida por Pakistán a China a la espera de que se resuelva la disputa pendiente sobre Cachemira entre India y Pakistán.

## Historia

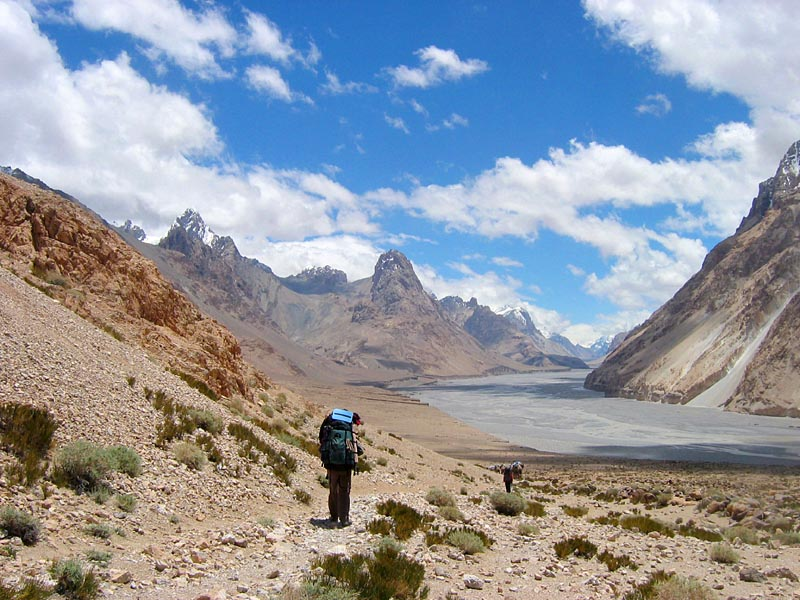
Panorama del Valle Shakshgam.

En 1887, Francis Younghusband realizó la primera expedición al valle realizada por occidentales. En 1926 Kenneth Mason exploró y cartografió el valle.